# 38-as főút (Magyarország)
A 38-as számú főút Tarcaltól Nyíregyházáig ér, 37 kilométer hosszú.

## Története
1934-ben a kereskedelem- és közlekedésügyi miniszter 70 846/1934. számú rendelete a teljes mai hosszában másodrendű főúttá nyilvánította, 35-os útszámozással. Akkor a 38-as útszámot még nem osztották ki, a második világháború idején viszont, az első és második bécsi döntések utáni időszakban szükségessé vált a kiosztása a visszacsatolt kárpátaljai területeken: azokban az években a Felsőveresmart-Munkács-Ungvár-Alsóhalas útvonal viselte ezt a számozást.
Egy dátum nélküli, feltehetőleg 1950 körül készült közúthálózati térkép szintén 35-ös útszámozással jelöli. (A 38-as útszám abban az időben ismét nem volt kiosztva.)
A Kartográfiai Vállalat által 1990-ben kiadott Magyarország autóatlasza térképe szerint abban az időben Bodrogkeresztúrnál ágazott le, és úgy vezetett Tokaj belvárosán át Nyíregyháza felé. A Bodrogkeresztúron keresztülvezető régi nyomvonal ma mellékútként a 3838-as útszámozást viseli.

## Érintett települések és kapcsolódó utak
- Tarcal (, 3616, 3617, 36 108, 3619)
- Tokaj (3621, 3838)
- Rakamaz (3821, 3633)
- (Tiszanagyfalu 36 122)
- (Gávavencsellő 38 131)
- Nyírtelek (3635, 38 132, 3636, 38 133, 36 121)
- Nyíregyháza (, 3813, )